# Sol Cohen
Sol Cohen, né le 16 décembre 1910 à New York dans l'État de New York et décédé le 28 juillet 1988 à Fort Lauderdale en Floride, est un éditeur américain qui travaille principalement dans le domaine de la science-fiction.

## Biographie
Sol Cohen s'associe avec Avon Publications en 1947, travaillant comme rédacteur en chef pour leur division de bandes dessinées jusqu'en 1956 ; en 1949, les deux hommes fondent la maison d'édition Youthful Magazines. Au cours de cette même période, de 1947 à 1949, Sol Cohen est le directeur de la diffusion et directeur commercial d'EC Comics. Aussi, il s'associe à Harry Donenfeld, le financier de l'âge d'or des comics.
Par la suite, Sol Cohen est rédacteur en chef chez Avon Books pendant les années 1950 où il publie notamment Avon Science Fiction & Fantasy Reader. Il devient finalement vice-président de la maison d'édition. Les dividendes d'Avon Books lui permettent de prendre sa retraite au début des années 1960. Il décide alors de continuer à travailler dans le monde de l'édition et rejoint Robert Guinn chez Galaxy Science Fiction.
Sol Cohen quitte Galaxy en 1965 et achète Amazing Stories et Fantastic à Ziff Davis, formant une nouvelle société d'édition, Ultimate Publishing,. Le mandat de Sol Cohen en tant qu'éditeur d'Amazing Stories et de Fantastic a été rempli de conflits avec ses rédacteurs en chef, ses contributeurs et les membres de Science Fiction Writers of America.
En 1977, Sol Cohen vend la moitié de l'entreprise à son associé, Arthur Bernhard, et déménage à Fort Lauderdale où il décède en juillet 1988.